# Oreocalamus hanitschi
Oreocalamus hanitschi är en ormart som beskrevs av Boulenger 1899. Oreocalamus hanitschi är ensam i släktet Oreocalamus som ingår i familjen snokar. Inga underarter finns listade i Catalogue of Life.
Arten är med en längd upp till 75 cm en liten orm. Den förekommer på norra Borneo samt i ett mindre område på södra Malackahalvön. Denna orm vistas i bergstrakter mellan 1000 och 1800 meter över havet. Habitatet utgörs av skogar där Oreocalamus hanitschi gömmer sig i lövskiktet. Den äter antagligen daggmaskar och andra maskar.
Antagligen är skogsavverkningar ett hot mot beståndet. Hotet betraktas som lågt. IUCN kategoriserar arten globalt som livskraftig.